# Aleksandr Kazembek
Aleksandr Lvovitsj Kazembek (Russisch: Александр Львович Казем-Бек) (Kazan, 25 februari 1902 - Moskou, 21 februari 1977) was een Russische (Witte) emigrant, nationaal-bolsjewistisch theoreticus en politiek activist. Hij was de oprichter van de politieke groep Mladorossi ("Jong-Rusland").

## Biografie
Aleksandr Kazembek was afkomstig uit een oudadellijk geslacht dat van oorsprong afkomstig is uit Azerbeidzjan. Na de Oktoberrevolutie (1917) emigreerde hij met zijn ouder naar de Joegoslavische hoofdstad Belgrado waar hij zijn middelbare school voltooide. Hij genoot een vervolgopleiding in München en studeerde aansluitend aan het Institut d'études politiques in Parijs (1925-1929) en was vervolgens werkzaam in het verzekeringswezen. In 1923 was hij de oprichter van de Politieke Unie "Mladorossi", waarvan hij de leider werd. Mladorossi had haar hoofdkwartier in München en streefde naar het herstel van de monarchie in Rusland met behoud van bepaalde aspecten van het Sovjetsysteem. Kazembek bewonderde Jozef Stalin als een moderne leider, maar hekelde diens vervolging van de Russisch-Orthodoxe Kerk. Eén van de leuzen van de Mladorossi was "de tsaar en de sovjets". In 1937 nam hij ontslag als leider van de Mladorossi en stond sindsdien in contact met agenten van de NKVD, de Sovjetrussische geheime dienst. Hij belegde conferenties met nationalistische medestanders en sympathisanten van het bolsjewistische regime. Aan het begin van de Tweede Wereldoorlog bevond hij zich in Frankrijk. Tijdens het begin van de Duitse bezetting werd hij opgesloten in een concentratiekamp, maar hij kwam spoedig weer vrij en vestigde zich in San Francisco in de Verenigde Staten. 
Na de Tweede Wereldoorlog was Kazembek als hoogleraar Russische literatuur verbonden aan de Yale-universiteit en het Connecticut College. Daarnaast publiceerde hij in aan de Russisch-Orthodoxe Kerk in Amerika gelieerde bladen. Tijdens een bezoek aan New Delhi, India, diende hij formeel een verzoek in om zich te mogen vestigen in de Sovjet-Unie. Na het inwilligen van zijn verzoek in 1957 vestigde hij zich in Moskou en werkte er voor de afdeling externe aangelegenheden van het Patriarchaat van Moskou. Zijn bijdragen waren doorgaans van theologische aard. Hij overleed in 1977 en werd begraven in Lukino, Moskou, bij de Kerk van de Transfiguratie.

## Ideeën
Zijn ideeën komen overeen met die van het nationaal-bolsjewisme, een stroming die elementen van het nationalisme en bolsjewisme in zich tracht te verenigen. Deze stroming ziet Stalin als een groot nationaal leider die er in was geslaagd de gebieden die Rusland na de Oktoberrevolutie was verloren, weer terug had weten te veroveren. Meer dan bij andere nationaal-bolsjewisten zag Kazembek voor de Russisch-Orthodoxe Kerk een grote rol weggelegd in het openbare leven. Kazembek zag het socialisme als een vorm van communitarisme dat zijns inziens prima aansloot bij de Russische traditie. Kazembek wordt gezien als een vertegenwoordiger van een links-conservatisme of rechts-modernisme. In de jaren dertig legde hij sympathie aan de dag voor het Italiaanse fascisme en de persoon van Mussolini. Ofschoon een bewonderaar van de Duitse cultuur stond hij evenwel afkerig tegenover het nationaalsocialisme. Hij verwierp het racisme en beschouwde alle volkeren binnen het Russische rijk als gelijkwaardig. 